# دروودیا
دروودیا (به صربی: Drvodelja) یک منطقهٔ مسکونی در صربستان است که در لسکواس واقع شده‌است. دروودیا ۲۴۵ نفر جمعیت دارد.